# Souad Aït Salem

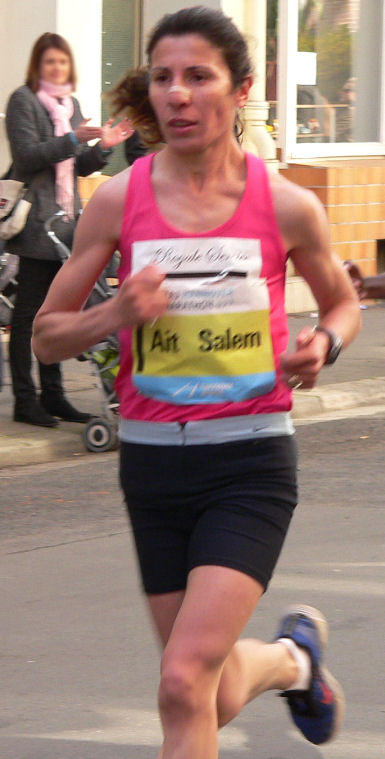
Souad Aït Salem 2015 beim Hannover-Marathon

Souad Aït Salem (arabisch سعاد آيت سالم; * 6. Januar 1979 in Mecheria, Provinz Naama) ist eine algerische Langstreckenläuferin.

## Werdegang
2000 in Algier wurde sie Afrikameisterin im 10.000-Meter-Lauf. 2002 belegte sie bei den Afrikameisterschaften in Radés über dieselbe Distanz den fünften Rang, scheiterte jedoch bei den Leichtathletik-Weltmeisterschaften 2003 in Paris/Saint-Denis und bei den Olympischen Spielen 2004 in Athen jeweils im Halbfinale des 5000-Meter-Laufs.
Im Jahre 2006 gelang ihr der Durchbruch als Straßenläuferin. Sie gewann den Alexander-der-Große-Marathon in 2:28:22 h, und bei den Straßenlauf-Weltmeisterschaften 2006 über 20 km in Debrecen wurde sie Neunte in der Landesrekordzeit von 1:06:11 h.
2007 konnte sie sich noch weiter steigern: Zunächst siegte sie beim Halbmarathon Roma – Ostia und gewann dann den Rom-Marathon mit dem Landes- und Streckenrekord von 2:25:08 h. Beim Marathon der Weltmeisterschaften in Osaka kam sie auf den 16. Platz.
2008 wiederholte sie ihren Sieg bei Roma – Ostia und wurde Sechste beim London-Marathon sowie Neunte beim Marathon der Olympischen Spiele in Peking.
Bei den Olympischen Sommerspielen 2012 belegte sie in London den 37. Rang.
2014 gewann sie den Hannover-Marathon und konnte diesen Erfolg 2015 wiederholen.

## Sportliche Erfolge
| Datum/Jahr    | Rang | Wettbewerb                                | Austragungsort | Zeit        | Bemerkung              |
| ------------- | ---- | ----------------------------------------- | -------------- | ----------- | ---------------------- |
| 19. Apr. 2015 | 1    | Hannover-Marathon                         | Hannover       | 02:27:21    |                        |
| 27. Apr. 2014 | 1    | Hannover-Marathon                         | Hannover       | 02:33:09    |                        |
| 5. Aug. 2012  | 37   | Olympische Sommerspiele 2012              | London         | 02:31:15    |                        |
| 17. Aug. 2008 | 9    | Olympische Sommerspiele 2008              | Peking         | 02:28:29    |                        |
| 13. Apr. 2008 | 6    | London-Marathon 2008                      | London         | 02:27:41    |                        |
| 24. Feb. 2008 | 1    | Roma – Ostia                              | Rom            | 01:09:15    | Halbmarathon           |
| 25. Feb. 2007 | 1    | Roma – Ostia                              | Rom            | 01:10:29    | Halbmarathon           |
| 16. Apr. 2006 | 1    | Alexander-der-Große-Marathon              | Thessaloniki   | 02:28:22    |                        |
| 12. Aug. 2000 | 1    | Leichtathletik-Afrikameisterschaften 2000 | Algier         | 00:34:02,28 | Siegerin über 10.000 m |

## Persönliche Rekorde
- 1000 m: 4:24,80 min, 8. Juli 2011, Algier
- 3000 m: 8:47,99 min, 22. Juni 2006, Algier
- 5000 m: 15:07,49 min, 8. Juli 2006, Paris
- 10.000 m: 32:13,15 min, 23. Juli 2004, Mataró
- 5 km: 16:18 min, 24. August 2002, Águilas
- 10 km: 32:39 min, 23. Mai 2004, Casablanca
- 20 km: 1:06:11 h, 8. Oktober 2006, Debrecen
- Halbmarathon: 1:09:15 h, 24. Februar 2008, Ostia
- Marathon: 2:25:08 h, 18. März 2007, Rom